# Gène Hanssen
Eugène (Gène) Hanssen (Ubach over Worms, 9 januari 1959) is een Nederlands voormalig prof voetballer.

## Biografie
In het seizoen 1978/79 maakte Hanssen zijn eerste speelminuten in het betaalde voetbal, na eerst bij RKVV Waubach, Waubachse Boys en Sylvia te hebben gespeeld. Tot het seizoen 1992/93 zou Hanssen bij Roda JC blijven. In de winterstop vertrok hij naar de Japanse club Verdy Kawasaki. Na één seizoen Japan keerde Hanssen terug naar Limburg om voor VVV-Venlo te voetballen. Vervolgens vertrok hij voor twee jaar naar het Belgische Lommel SK, om vervolgens de laatste vijf jaar van zijn prof carrière af te sluiten bij Germania Teveren.
Hij is hierna nog in de Hoofdklasse actief geweest bij EHC en als laatste bij Zesdeklasser Kakertse Boys samen met zijn zoon. In het seizoen 2008-2009 promoveerde Hanssen met Kakertse Boys naar de 5de klasse. Hanssen wordt ook wel de enige echte Mister Roda JC genoemd en is nog altijd zeer geliefd onder de supporters vanwege zijn Koempelmentaliteit.

## Profstatistieken
| Seizoen | Club           | Land      | Competitie    | Wed. | Goals |
| ------- | -------------- | --------- | ------------- | ---- | ----- |
| 1978/79 | Roda JC        | Nederland | Eredivisie    | 5    | 0     |
| 1979/80 | Roda JC        | Nederland | Eredivisie    | 24   | 0     |
| 1980/81 | Roda JC        | Nederland | Eredivisie    | 31   | 5     |
| 1981/82 | Roda JC        | Nederland | Eredivisie    | 34   | 1     |
| 1992/83 | Roda JC        | Nederland | Eredivisie    | 34   | 1     |
| 1983/84 | Roda JC        | Nederland | Eredivisie    | 33   | 4     |
| 1984/85 | Roda JC        | Nederland | Eredivisie    | 34   | 3     |
| 1985/86 | Roda JC        | Nederland | Eredivisie    | 31   | 0     |
| 1986/87 | Roda JC        | Nederland | Eredivisie    | 34   | 4     |
| 1987/88 | Roda JC        | Nederland | Eredivisie    | 31   | 1     |
| 1988/89 | Roda JC        | Nederland | Eredivisie    | 31   | 1     |
| 1989/90 | Roda JC        | Nederland | Eredivisie    | 34   | 0     |
| 1990/91 | Roda JC        | Nederland | Eredivisie    | 30   | 3     |
| 1991/92 | Roda JC        | Nederland | Eredivisie    | 29   | 1     |
| 1992/93 | Roda JC        | Nederland | Eredivisie    | 27   | 6     |
| 1993    | Verdy Kawasaki | Japan     | J League      | 18   | 3     |
| 1993/94 | VVV-Venlo      | Nederland | Eredivisie    | 31   | 1     |
| 1994/95 | Lommel SK      | België    | Eerste klasse | 32   | 0     |
| 1995/96 | Lommel SK      | België    | Eerste klasse | 21   | 0     |
| Totaal  | Totaal         | Totaal    | Totaal        | 544  | 37    |